# 뽑쁘랍 쌋뜨루 파이

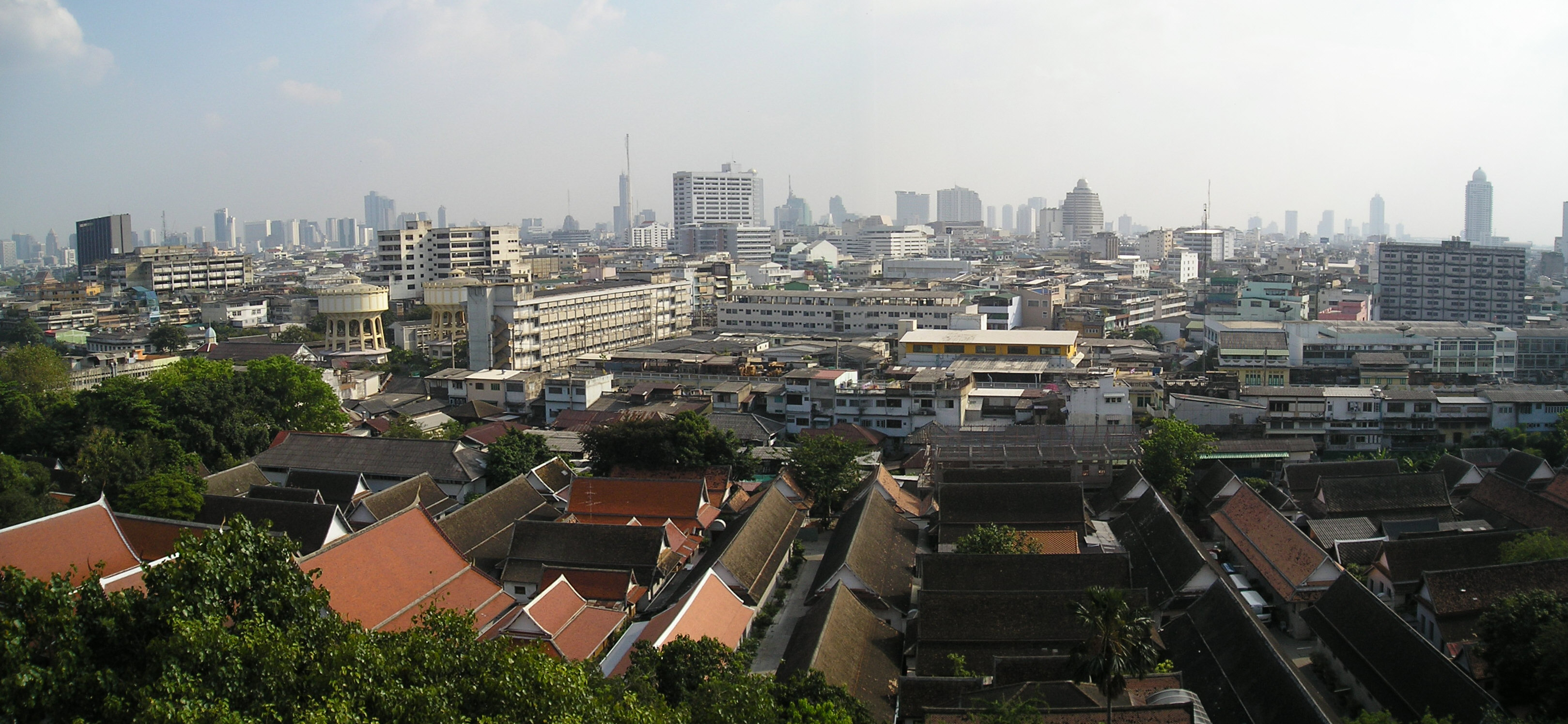

뽑쁘랍 쌋뜨루 파이는 방콕의 행정 구역이다. 이 지역의 총 인구 수는 2017년 기준으로 46581명이다. 인구 밀도는 24,122.73km2이다.

## 행정 구역
| 1. | Pom Prap        | ป้อมปราบ    |
| 2. | Wat Thep Sirin  | วัดเทพศิรินทร์ |
| 3. | Khlong Maha Nak | คลองมหานาค |
| 4. | Ban Bat         | บ้านบาตร    |
| 5. | Wat Sommanat    | วัดโสมนัส    |